# Canular du Dreadnought

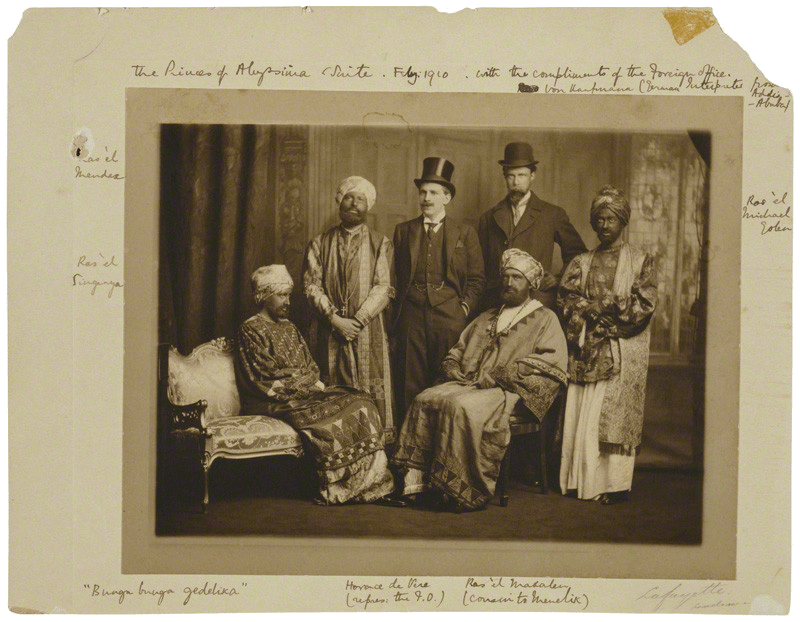
Les participants au canular. À l'extrême gauche : Virginia Woolf. Cole est le troisième en partant de la gauche.

Le canular du Dreadnought (anglais : Dreadnought hoax) est une imposture organisée en 1910 par Horace de Vere Cole. Celui-ci se fait passer pour un membre de la famille royale d'Abyssinie (Empire éthiopien) et réussit à leurrer la Royal Navy, qui fait visiter le navire amiral, le HMS Dreadnought, à une soi-disant délégation abyssinienne. Ce canular attire l'attention en Grande-Bretagne sur l'apparition du Bloomsbury Group, un cercle de jeunes intellectuels londoniens formés à l'université de Cambridge.

## Bloomsbury Group

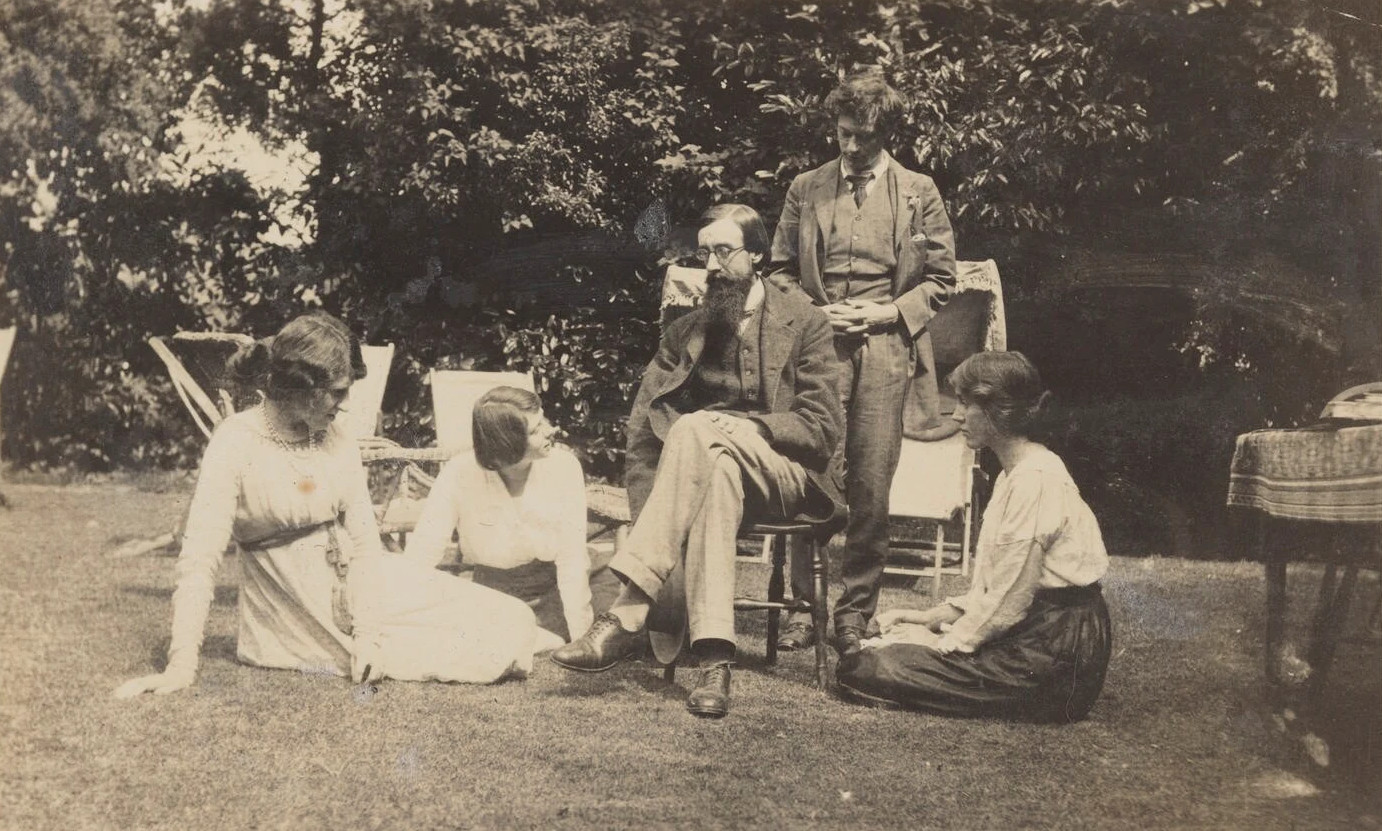
Une réunion à Garsington Manor : Lady Ottoline Morrell, M^{me} Aldous Huxley, Lytton Strachey, Duncan Grant et Vanessa Bell.

Le Bloomsbury Group, également appelé Bloomsbury Set, ou simplement Bloomsbury est un groupe qui réunit un certain nombre d'artistes, universitaires et intellectuels britanniques majoritairement diplômés de l’université de Cambridge et installés à Londres, liés par des liens d’amitié depuis les premières années du XXe siècle jusqu'au début de la Seconde Guerre mondiale. Presque tout ce qui le concerne offre matière à controverse, jusqu'à sa composition et à son nom.
Aujourd'hui, cependant, il semble clair qu'à l'origine le groupe se composait des romanciers et essayistes Virginia Woolf, E. M. Forster et Mary (Molly) MacCarthy, du biographe et essayiste Lytton Strachey, de l'économiste John Maynard Keynes, des peintres Duncan Grant, Vanessa Bell et Roger Fry, et des critiques littéraires, artistiques et politiques Desmond MacCarthy, Clive Bell et Leonard Woolf, ou encore le farceur et poète Horace de Vere Cole.

## Canular

### Préparation et voyage en train

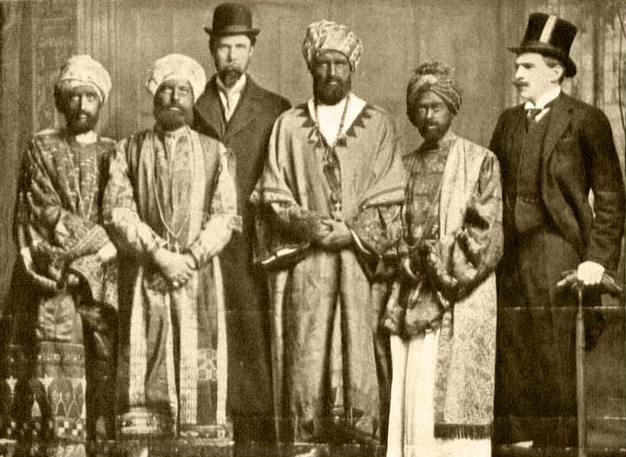
Les « imposteurs » en costume abyssins.

Opposés à la coûteuse course à l'armement entre la Grande-Bretagne et l'Allemagne dans une période de grande pauvreté en Grande-Bretagne, cinq amis de Cole participent avec lui au canular  : Virginia Stephen (la future Virginia Woolf), son frère Adrian Stephen, Guy Ridley, Anthony Buxton et Duncan Grant. Avec le concours de Willy Clarkson, un des meilleurs costumiers de théâtre de l'époque, ils se déguisent en s'affublant de turbans et de barbes factices et en se noircissant la peau. C'est le maquillage qui est le plus gênant, car il rend impossible à la « famille royale » l'absorption de nourriture, sous peine de le faire partir. Adrian Stephen tient le rôle de l'interprète.
Le 6 février 1910, l'affaire commence. Cole fait envoyer par un complice un télégramme au HMS Dreadnought, alors amarré à Weymouth, dans le Dorset. Son message indique que le navire doit se tenir prêt à recevoir la visite d'un groupe de princes abyssins et il est faussement signé par le sous-secrétaire au Foreign Office, sir Charles Hardinge. Le télégramme indique ceci :
« Prince Makalen d’Abyssinie avec suite arrive à Weymouth 16 h 20. Désire voir Dreadnought. Désolé improviste. Oublié télégraphier avant. Interprète accompagne. »
Cole et son entourage se rendent à la gare de Paddington à Londres ; là, Cole affirme qu'il est « Herbert Cholmondeley », du Foreign Office, et exige un train spécial pour Weymouth. Le chef de gare met alors à sa disposition une personne habituée à recevoir les hautes personnalités.

### Visite du navire

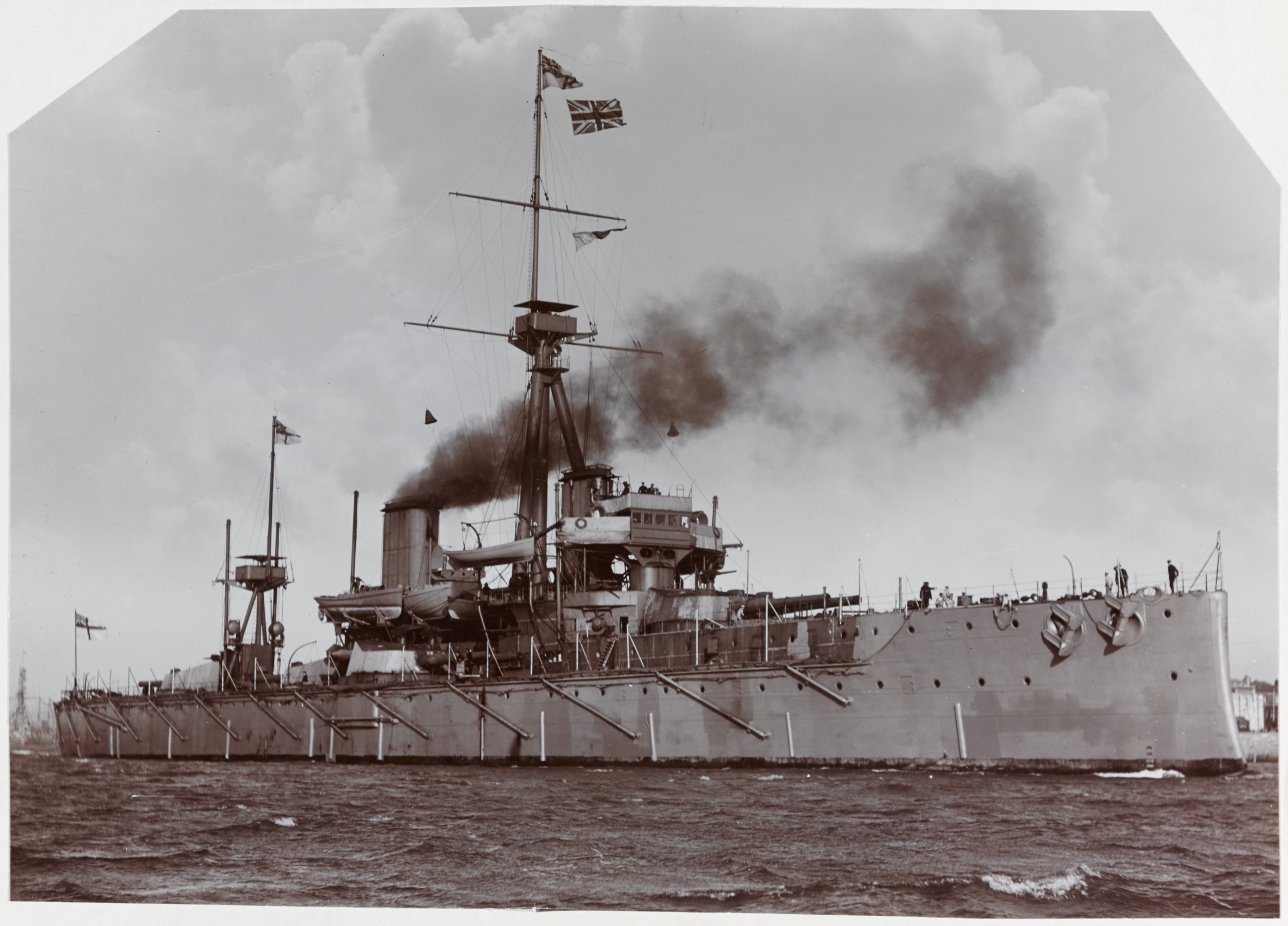
Le en 1906.

À Weymouth, la marine accueille les princes avec une garde d'honneur. Personne n'a trouvé de drapeau abyssinien, aussi c'est le drapeau de Zanzibar qui est utilisé ainsi que l'hymne national zanzibarien.
Les membres de la délégation inspectent le navire. Ils distribuent des documents imprimés en swahili et se parlent entre eux dans un mélange de grec et de latin. Pour montrer leur admiration, ils lancent à haute voix des mots qu'ils inventent. C'est notamment la première apparition attestée par la presse du terme « Bunga bunga », même s'il semblerait que ce terme n'ait pas été réellement prononcé sur le bateau. Les membres de la délégation demandent des tapis de prière et distribuent de fausses décorations militaires à certains officiers. Willy Fisher, un officier qui connaît à la fois Cole, Adrian et Virginia Stephen (c'est un cousin des Stephen, que ceux-ci sont heureux de mystifier, l'ayant toujours jugé pédant) manque de peu de reconnaître l'un d'eux, peut-être du fait de l'accent allemand de l'interprète, mais il se contente de s'inquiéter de savoir si un espion allemand n'est pas monté à bord.

### Retour à Londres et révélation

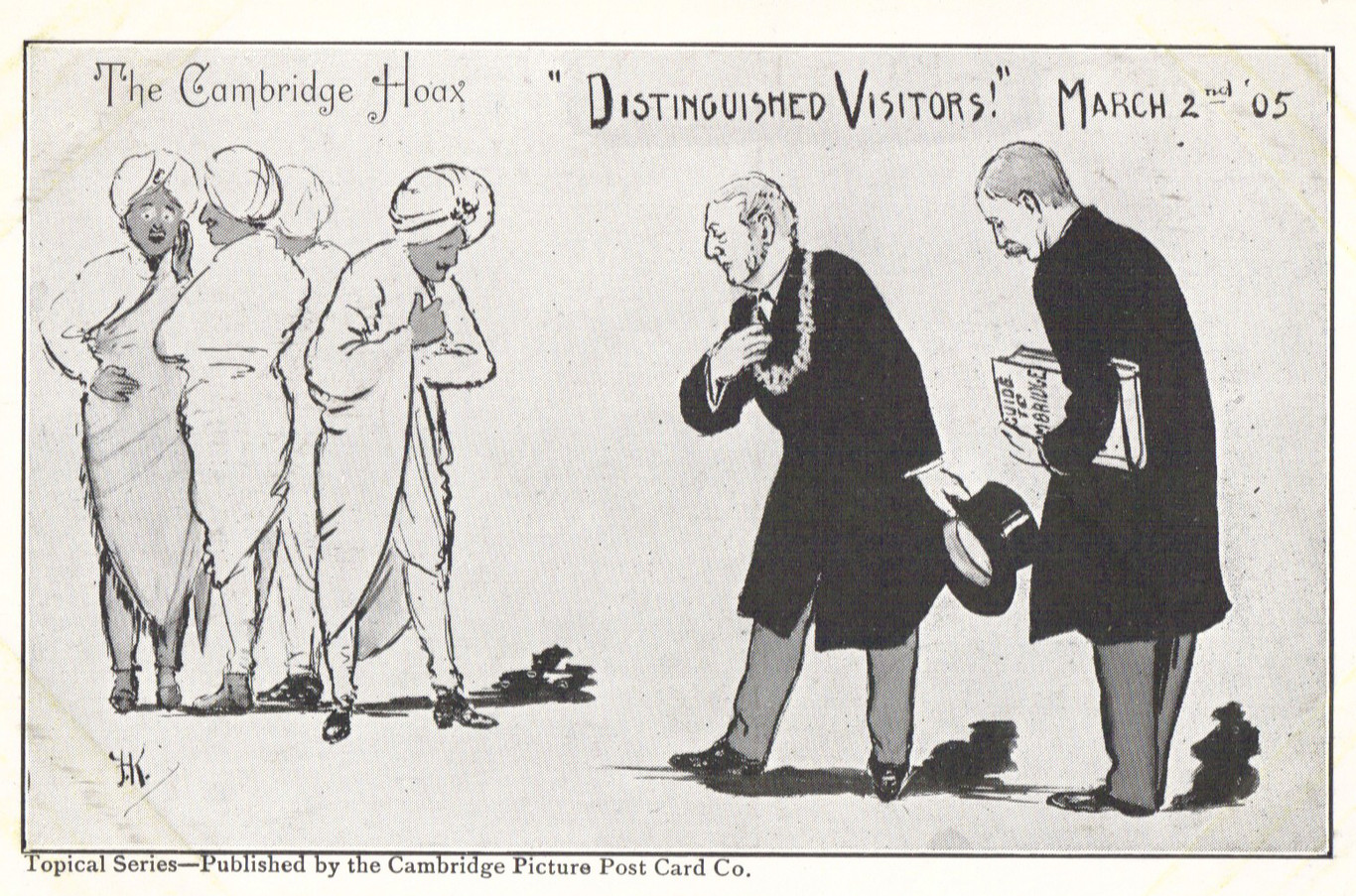
Carte postale du canular.

Quand les prétendus membres de la délégation regagnent leur train, Anthony Buxton éternue, ce qui fait s'envoler ses fausses moustaches qu'il réussit cependant à remettre discrètement en place. Cole déclare au chef de train que ce dernier doit servir le déjeuner à la famille royale avec des gants blancs.
De retour à Londres, ils révèlent la ruse en envoyant une lettre et une photo du groupe au Daily Mirror et l'affaire fait la une des journaux pendant plusieurs jours. La Royal Navy exige alors l'arrestation de Cole. Cependant, Cole et ses complices n'avaient enfreint aucune loi. La Marine envoie deux officiers pour bâtonner Cole en punition, mais ce dernier fait valoir que ce sont eux qui devraient recevoir des coups de bâton pour s'être laissé tromper les premiers.

## Postérité
Une lettre de Cole décrivant le canular a été mise en vente en 2012.

## Référence dans la culture populaire
Le canular du Dreadnought est raconté dans le chapitre XIII du roman français Les Heures indociles (2018) d'Éric Marchal (Éditions Pocket, 2020, p. 567-611), dont Horace de Vere Cole est un des principaux personnages.
Il est fait mention de ce canular dans l'épisode 5 de la saison 6 de la série Downton Abbey.

## Sources
- Nouvelles de Virginia Woolf
- Adrian Stephen, The "Dreadnought" hoax, The Hogarth’s Press, Londres, 1936 ; réimpr. éd. Chatto & Windus, Londres, 1983 (ISBN 0701127473).

- (en) Cet article est partiellement ou en totalité issu de l’article de Wikipédia en anglais intitulé « Dreadnought Hoax » (voir la liste des auteurs).